# Hungria nos Jogos Olímpicos de Verão de 1896
A Hungria competiu nos Jogos Olímpicos de Verão de 1896, em Atenas, Grécia.
Os resultados da Áustria e da Hungria nos primeiros Jogos geralmente são deixados separados, apesar da união dos países como Império Áustro-Húngaro na época.
Sete atletas húngaros competiram em seis esportes. As medalhas do país vieram em 18 entradas em 15 eventos.

## Medalhistas
A Hungria terminou na sexta posição no quadro de medalhas, com 2 ouros e 6 medalhas no total.

### Ouro
- Alfréd Hajós — Natação, 100 metros livre masculino
- Alfréd Hajós — Natação, 1200 metros livre masculino

### Prata
- Nándor Dáni — Atletismo, 800 metros masculino

### Bronze
- Gyula Kellner — Atletismo, Maratona masculina
- Alajos Szokolyi — Atletismo, 100 metros masculino
- Momcsilló Tapavicza — Tênis, Simples masculino

## Resultados por Evento

### Atletismo
Atletismo nos Jogos Olímpicos de Verão de 1896

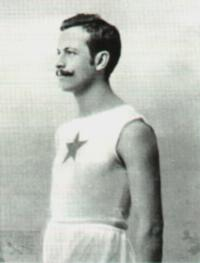
Nándor Dáni

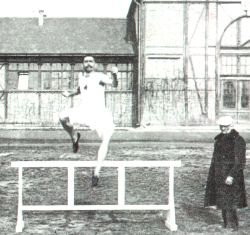
Alajos Szokolyi

Os atletas húngaros foram bem-sucedidos em todos os eventos, exceto 110 metros com barreiras, conquistando uma prata, dois bronzes e um quarto lugar.
| Evento                   | Posição | Atleta          | Eliminatórias     | Final       |
| ------------------------ | ------- | --------------- | ----------------- | ----------- |
| 100 metros               | 3º      | Alajos Szokolyi | 12.75 s           | 12.6 s      |
| 800 metros               | 2º      | Nándor Dáni     | 2:10.2            | 2:11.8      |
| 110 metros com barreiras | –       | Alajos Szokolyi | Desconhecido      | Não avançou |
| Maratona                 | 3º      | Gyula Kellner   | Sem Eliminatórias | 3:06:35     |

| Evento       | Posição | Atleta          | Melhor marca |
| ------------ | ------- | --------------- | ------------ |
| Salto triplo | 4º      | Alajos Szokolyi | 11,26 m      |

### Ginástica
Ginástica nos Jogos Olímpicos de Verão de 1896
Os ginastas húngaros não conquistaram medalhas.
| Evento               | Posição | Atleta          |
| -------------------- | ------- | --------------- |
| Barras paralelas     | –       | Gyula Kakas     |
| Barras paralelas     | –       | Desiderius Wein |
| Barra fixa           | –       | Gyula Kakas     |
| Barra fixa           | –       | Desiderius Wein |
| Salto sobre o cavalo | –       | Gyula Kakas     |
| Salto sobre o cavalo | –       | Desiderius Wein |
| Cavalo com alças     | –       | Gyula Kakas     |
| Argolas              | –       | Desiderius Wein |

### Natação
Natação nos Jogos Olímpicos de Verão de 1896

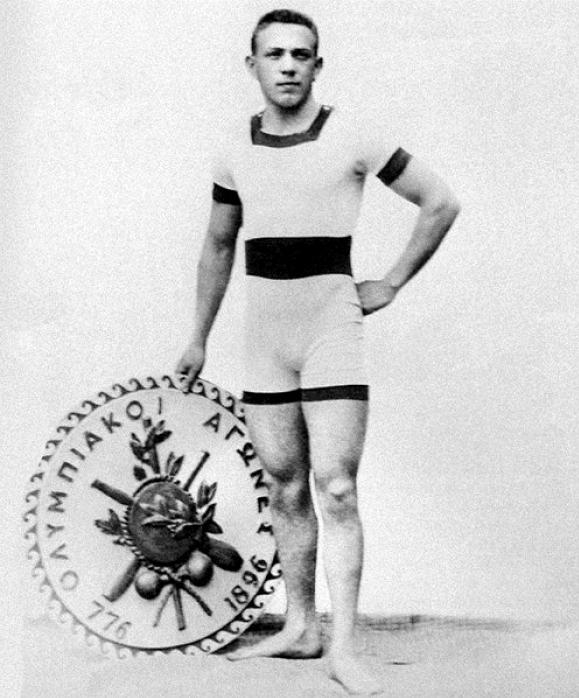
Alfréd Hajós

Hajós ganhou as duas provas em que participou, ganhando 2 das 4 medalhas da Natação (ele não pode entrar no evento dos 100 metros para velejadores e a prova de 500 metros foi realizada logo após os 100 metros e antes dos 1200 metros.
| Evento            | Posição | Nadador      | Tempo   |
| ----------------- | ------- | ------------ | ------- |
| 100 metros livre  | 1º      | Alfréd Hajós | 1:22.2  |
| 1200 metros livre | 1º      | Alfréd Hajós | 18:22.2 |

### Tênis
Tênis nos Jogos Olímpicos de Verão de 1896
Tapavicza foi derrotado por Dionysios Kasdaglis nas semifinais do torneio de simples.
| Evento  | Posição | Atleta(s)           | Round 1 | Quartas-de-final | Semifinais | Final       |
| ------- | ------- | ------------------- | ------- | ---------------- | ---------- | ----------- |
| Simples | 3º      | Momcsilló Tapavicza | Venceu  | Bye              | Derrotado  | Não avançou |

| País oponente | Vitórias | Derrotas | Percentual |
| ------------- | -------- | -------- | ---------- |
| Grécia        | 1        | 1        | .500       |
|               |          |          |            |
| Total         | 1        | 1        | .500       |

### Halterofilismo
Halterofilismo nos Jogos Olímpicos de Verão de 1896
Tapavicza ficou em último lugar na competição do Halterofilismo. A quantidade de peso levantada não é sabia, exceto que foi menos do que 90 quilogramas, que foi a quantidade levantada pelos lutadores do terceiro ao quinto lugar.
| Evento    | Posição | Atleta              | Melhor Levantamento |
| --------- | ------- | ------------------- | ------------------- |
| Duas mãos | 6º      | Momcsilló Tapavicza | Desconhecido        |

### Lutas
Lutas nos Jogos Olímpicos de Verão de 1896
Tapavicza lost his only wrestling match, which turned into a contest of endurance.
| Evento       | Posição | Atleta              | Quartas-de-final | Semifinais  | Final       |
| ------------ | ------- | ------------------- | ---------------- | ----------- | ----------- |
| Greco-Romana | 4º      | Momcsilló Tapavicza | Perdeu           | Não avançou | Não avançou |

| País oponente | Vitórias | Derrotas | Percentual |
| ------------- | -------- | -------- | ---------- |
| Grécia        | 0        | 1        | .000       |
|               |          |          |            |
| Total         | 0        | 1        | .000       |